# Уступ (астрономія)

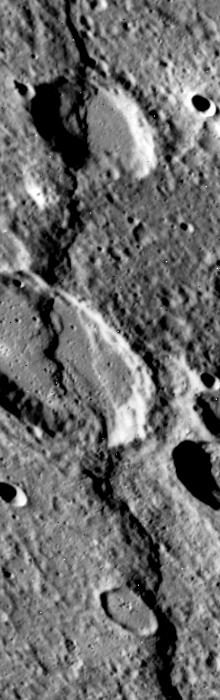
Частина уступу Discovery Rupes на Меркурії. Його повна довжина — 650 км, а висота сягає 2 км

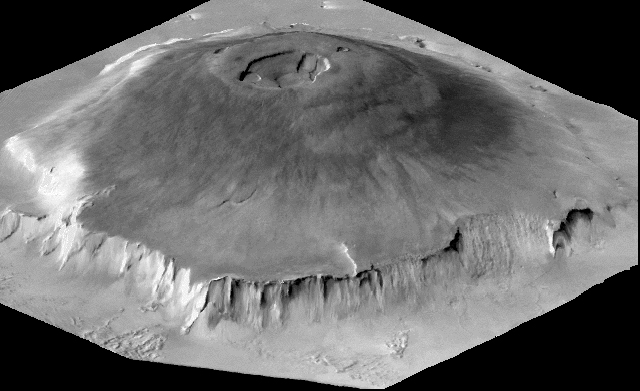
Olympus Rupes — уступ, що оточує кільцем марсіанський Олімп

Rupes(лат.) (у перекладі «уступ», «урвище», «скеля», рос. уступ) — термін планетної номенклатури, що входить до складу міжнародних (латинських) назв уступів на поверхні небесних тіл. Як і інші терміни планетної номенклатури, це слово описує лише зовнішній вигляд об'єкта, і тому придатне для уступів будь-якого походження. Зазвичай воно, як і інші номенклатурні терміни, стоїть після власного імені, але в назвах місячних уступів та одного марсіанського (Rupes Tenuis) — перед ним: наприклад, на Меркурії є Terror Rupes, а на Місяці — Rupes Toscanelli.
Перші назви з цим терміном (Rupes Recta та Rupes Altai на Місяці) Міжнародний астрономічний союз затвердив 1961 року. Станом на листопад 2014 року є 76 найменованих уступів та їх систем: 30 на Меркурії, 7 на Венері, 8 на Місяці, 23 на Марсі, 3 на Весті, 2 на Лютеції, 2 на Міранді та 1 на Титанії.
Уступи на різних небесних тілах називають по-різному:
- на Меркурії — назвами дослідницьких кораблів;
- на Венері — на честь богинь домашнього вогнища різних народів;
- на Місяці — за назвами сусідніх кратерів або інших деталей рельєфу. Окрім того, один уступ здавна називають Прямою Стіною (Rupes Recta) за характерний вигляд, а інший — уступом Алтай (Rupes Altai) за назвою земної гірської системи[5];
- на Марсі — за назвами сусідніх деталей альбедо на картах Джованні Скіапареллі або Ежена Антоніаді;
- на Весті — назвами давньоримських свят та місцевостей;
- на Лютеції — назвами річок Римської імперії та сусідніх місцевостей Європи в часи, коли Париж називався Лютецією;
- на Міранді — назвами географічних об'єктів, що фігурують у творах Шекспіра (наприклад, Verona Rupes);
- на Титанії — аналогічно до Міранди.